# Bębny Nyabinghi
Bębny Nyabinghi – instrumenty perkusyjne z grupy membranofonów. Są one używane podczas wygrywania chantów Nyabinghi podczas rastafariańskich zgromadzeń. Podczas gry jest zachowane metrum 4/4.
Wyróżnione są 3 rodzaje bębnów Nyabinghi:
- Tunder -   typowy bęben basowy z podwójną głową, coś przypominającego budową bęben basowy w perkusji. Gra się na nim tak zwanym młotkiem, czyli drewnianym narzędziem owiniętym jakimś materiałem w celu lepszego efektu. Stanowi fundament rytmu.
- Funde – średni bęben Nyahbinghi, służy on to podtrzymywania charakterystycznego rytmu „rytmu serca”. Gracz nie odbywa żadnej roli w improwizowaniu lecz musi potrafić ustabilizować rytm.
- Kete, Repeter – najmniejszy spośród trzech, ale zwany najważniejszym. Bębniarz cały czas improwizuje, grając energicznie pomiędzy uderzeniami basu.